# Vinko Gregorič
Vinko Gregorič, slovenski zdravnik dermatolog, gospodarstvenik in politik (* 1. april 1857 -- † 22. avgust 1933, Ljubljana) 
Vinko Gregorič izhaja iz znane ljubljanske kirurške družine (oče Andrej je bil magister kirurgije, porodništva in oftalmologije; brat Andrej pa ravnatelj bolnišnice v Pakracu na Hrvaškem). Diplomiral je leta 1881 na Dunaju in se tam tudi specializiral. Po diplomi je do 1886 služboval v ljubljanski bolnišnici. Leta 1887 je postal zdravnik okrajne bolniške blagajne za Ljubljano in okolico. Od leta 1892 do 1924 je bil primarij dermatovenerološkega oddelka v Ljubljani. Bil je pomemben organizator zdravniškega stanu, posegal pa je tudi v politično in gospodarsko življenje v Ljubljani (poslanec deželnega zbora, mestni svetnik, častni meščan Ljubljane) in bil med ustanovitelji Narodnega doma in hotela Union v Ljubljani. Leta 1923 je ustanovil Zdravniško zbornico za Slovenijo in bil njen prvi predsednik.